# Csíkos szöcskeegér
A csíkos szöcskeegér (Sicista subtilis) az emlősök (Mammalia) osztályának rágcsálók (Rodentia) rendjébe, ezen belül az ugróegérfélék (Dipodidae) családjába tartozó faj.
Az állat a Sicista emlősnem típusfaja.

## Előfordulása
A csíkos szöcskeegér nyílt területeken, Európa keleti és Ázsia nyugati felének erdős sztyeppjein él. Magyarországon helyenként előforduló, igen ritka, fokozottan védett faj. A múlt századból néhány előfordulása ismert az Északi-középhegység, Pest vármegye, valamint az Alföld területeiről. A Kárpát-medencétől a Bajkál-tóig elterjedt. Borsodi-Mezőség Tájvédelmi Körzetének az állatvilágában is benne van.

## Megjelenése
A csíkos szöcskeegér nagyon hasonlít az északi szöcskeegérre (Sicista betulina), de farka valamivel rövidebb, a hátán végigfutó fekete sáv nem olyan szembetűnő.

## Életmódja
Éjszakai életmódú, nehezen csapdázható, ezért állományfelmérése nehéz, általában bagolyköpetekből vizsgálják. A többi egérrel ellentétben téli álmot alszik. Táplálékai között rovarok, hernyók és növényi részek szerepelnek.